# Luigi Gui
Luigi Gui (Padova, 26 settembre 1914 – Padova, 26 aprile 2010) è stato un politico e partigiano italiano.
Esponente della Democrazia Cristiana, fu membro dell'Assemblea Costituente e poi deputato, senatore e ministro. È considerato uno dei padri della Repubblica.

## Biografia
Vincitore di una borsa di studio nel collegio Augustinianum, si laureò in Filosofia nel 1937 presso l'Università Cattolica del Sacro Cuore di Milano. Fece parte della Federazione Universitaria Cattolica Italiana (FUCI). Subito prima della guerra insegnò per qualche tempo storia e filosofia presso il Liceo scientifico Paleocapa di Rovigo.
Nella seconda guerra mondiale fa parte del contingente di alpini inviati sul fronte russo, nel Battaglione alpini Val Cismon rientrato in Italia, l'8 settembre si trova a Gorizia, guida il suo battaglione fino a Feltre dove dà il rompete le righe.

Si reca quindi sul monte Grappa, ospite del suo attendente, e inizia clandestinamente a prendere parte alle attività della resistenza, ritirandosi dal Sacro Monte dopo aver registrato la disorganizzazione, le divisioni e il caos regnante tra le file partigiane. Dopo il bombardamento della casa paterna, ritorna a Padova e ripara con i genitori a Brusadure di Bovolenta ospiti del parroco Bruno Cremonese, anche lui impegnato nella resistenza.
Partecipa a Padova in modo attivo assieme a Stanislao Ceschi e Marcello Olivi, alla preparazione politica. Con l'aiuto di monsignor Giovanni Nervo dell'Istituto Barbarigo, distribuisce un suo scritto: La politica del buon senso. È tra le ragazze che operano al Barbarigo per aiutare ex internati, che incontra quella che poi diventerà sua moglie, Alessandra Volpi.

### Impegno politico nel dopoguerra
Eletto deputato all'Assemblea Costituente, è stato ministro della pubblica istruzione, ministro della difesa, ministro della sanità e ministro dell'interno.
Come ministro dell'Istruzione il suo più importante provvedimento riguardò l'attuazione della Costituzione con l'applicazione della norma che prevedeva l'istruzione obbligatoria per 8 anni, fino ai 14 anni d'età. Si devono a Luigi Gui in particolare la legge 31 dicembre 1962, n. 1859, che istituì la scuola media unica, e la legge 18 marzo 1968, n. 444, che istituì la scuola materna statale.
È morto a Padova il 26 aprile 2010.

### Questioni giudiziarie
Insieme con Mariano Rumor e Mario Tanassi fu coinvolto, nella metà degli anni settanta, nel famoso scandalo Lockheed, ma dopo il processo venne riconosciuto innocente dalla Corte costituzionale.

## Onorificenze
- Il 26 aprile 2012 viene a lui intitolata la sala teatro del Collegio universitario don Nicola Mazza a Padova, in quanto "promosse politiche per rimuovere ostacoli di ordine economico e sociale e rendere effettivo ai capaci e meritevoli anche se privi di mezzi il diritto di raggiungere i gradi più alti degli studi".